# Kurt Stasiak
Kurt W. Stasiak OSB (* 9. Oktober 1952 in Rüdesheim am Rhein, Deutschland) ist ein US-amerikanischer Benediktiner sowie Erzabt der Erzabtei St. Meinrad im Spencer County, Indiana.

## Leben
Kurt Stasiak wurde am 9. Oktober 1952 als Sohn deutscher Eltern in Rüdesheim am Rhein geboren. Nachdem sein Vater fünf Wochen nach seiner Geburt gestorben war, musste seine Mutter ihn und seine beiden älteren Brüder alleine aufziehen. Aufgrund finanzieller Überforderung gab sie das jüngste Kinde zur Adoption frei. Durch den in Deutschland stationierten US-amerikanischen Luftwaffenoffizier Joseph W. Stasiak (1914–1999) und dessen Ehefrau Suzanne († 1988) erfolgte die Adoption und wenig später die Übersiedelung in die Vereinigten Staaten. Der in Deutschland lutherisch getaufte Stasiak wuchs in den Vereinigten Staaten katholisch auf.
Er entschloss sich zum Eintritt in die Benediktiner-Erzabtei St. Meinrad, wo er am 15. August 1975 seine Profess ablegte. Bereits im Jahr davor machte er am Saint Meinrad College den Bachelor of Science in Biologie. Im Jahre 1980 machte er zudem den Master of Divinity an der Saint Meinrad School of Theology und erhielt am 27. April des gleichen Jahres die Priesterweihe. Nach der Fortsetzung seiner Studien in Rom, wo er im Jahre 1986 das Lizenziat erlangte und im Jahre 1993 mit dem Doktorat in Sakramententheologie am Päpstlichen Athenaeum Sant’Anselmo abschloss. Die Sakramentaltheologie ist auch Thema in einer Vielzahl von Stasiak verfasster Fachbücher und -artikel.
In seinem Kloster St. Meinrad hatte er im Laufe der Jahre verschiedene Ämter inne. In den Jahren 1978 bis 1981 fungierte er als administrativer Assistent des sogenannten Präsident-Rektoren. Bereits 1980 wurde er zum stellvertretenden spirituellen Direktor des Saint Meinrad Seminary and School of Theology gewählt und hatte diese Position in weiterer Folge drei Jahre lang inne. Von 1986 bis 1990 lehrte er Sakramentaltheologie in der hiesigen School of Theology und war Assistent des Novizenmeisters des Klosters. Außerdem war er in der Zeit von 1986 bis 1989 Sekretär des Erzabtes Timothy Sweeney und in den Jahren 1986 bis 1990 und 1992 bis 1998 der Berufungsdirektor des Klosters. Insgesamt lehrte er über einen Zeitraum von etwa 30 Jahren (1986 bis 2016) Sakramentaltheologie und Liturgische Theologie im Saint Meinrad Seminary und der angeschlossenen Hochschule, dabei zumeist als Dozent. Für zehn Jahre fungierte er auch als leitender Direktor der geistlichen Formation.
Zudem hatte er in den Jahren 1993 bis 1997 den Vorsitz im Archabbey Church Renovation Committee und war von 2005 bis 2008 Provost-Vizerektor der School of Theology. Als Autor veröffentlichte er zahlreiche Bücher, wie Sacramental Theology: Means of Grace, Ways of Life, Return to Grace: A Theology for Infant Baptism oder From Sinners to Saints: A Guide to Understanding the Sacrament of Reconciliation. Des Weiteren veröffentlichte er 1999 A Confessor’s Handbook, ein Handbuch für Beichtväter. Zudem schrieb er unzählige Artikel und Buchrezensionen in diversen anderen Fachzeitschriften und Publikationen. Der als Zeremonienmeister des Klosters tätige Pater Stasiak, war seit Juli 2010 Prior der Erzabtei. Nach dem Rücktritt von Erzabt Justin DuVall wurde Pater Kurt Stasiak am 2. Juni 2016 zum zehnten Abt und siebenten Erzabt von St. Meinrad gewählt. Der Erzbischof von Indianapolis, Joseph William Tobin, spendete ihm am 26. Juli 2016 in der Abteikirche die Abtsweihe.